# Брезула
Брезула (словен. Brezula) — поселення в общині Раче-Фрам‎, Подравський регіон‎, Словенія.